# Пеене
Пеенето е действие, при което се създават музикални звуци чрез човешкия глас, като се различава от обикновения говор по тоналност и ритъм. Човек, който пее, се нарича певец или вокалист.

## Според музикалния съпровод
Певците изпълняват музикални произведения, наричани песни, които могат да се пеят със или без акомпанимент на музикални инструменти.

## Според броя на изпълнителите
Пеенето често се прави в група с други музиканти, като ансамбъл с инструменталисти или хор от певци (или друга певческа група) с различни гласови обхвати.

## Според възнаграждението
Може да се пее за удоволствие, успокоение, ритуално, образователно, безплатно или платено.

## Обучение и кариера
Професионалните певци обикновено градят кариерата си около определен стил, например класически или рок. Те обикновено използват помощ от учители по пеене.